# Casa Colomes
Casa Colomes és una casa de Granollers, al municipi de Torrefeta i Florejacs (Segarra), inclosa a l'Inventari del Patrimoni Arquitectònic de Catalunya.

## Descripció
Gran edifici de dues plantes. La façana principal (Est) es troba dins d'un carrer estret. A la planta baixa hi ha una entrada amb llinda de pedra i porta de fusta. A la planta següent hi ha tres finestres amb llinda de pedra i ampit.
A la façana sud hi ha dues finestres que donen al segon pis. A la façana oest, a la planta baixa, a la part esquerra, hi ha una entrada amb porta de fusta. A la planta següent hi ha una terrassa, a la que s'hi accedeix per dues entrades acabades en arc de mig, i amb portes amb vidriera. A l'esquerra hi ha una altra finestra i una petita obertura. La coberta és de dos vessants (Est-Oest), acabada en teules.
Tant la façana oest com la sud, donen a un gran pati tancat, al que s'hi accedeix també per una entrada amb reixa.